# 太極峽谷
太極峽谷，原名石杭峽谷，位於南投縣竹山鎮大鞍里，是由發源於杉林溪附近的加走寮溪切穿山塊裂隙而形成，因峽谷呈S形，形如太極中的曲線而得名。峽谷分為上杭、中杭、下杭及內杭四處。溪流以垂直岩層之走向下切成落差近400公尺的峽谷，甚為壯觀，有『西部太魯閣』的美譽。峽谷內有串連性的瀑布群，其中又以青龍瀑布及太極瀑布最為著名。
1980年代初期，太極峽谷美景漸見諸於媒體，在1981年至1986年間，前往旅遊的人數據記錄超過12萬人次，林務局曾經規畫串連下游的一光山、瑞龍瀑布等地欲成立竹山森林遊樂區，甚至已有規畫的草案。1986年5月25日，太極峽谷發生嚴重山難，造成28人死亡、28人受傷、300多人受困，太極峽谷也因此而封閉。
南投縣政府為重新發展太極峽谷的觀光開發，2004年著手計畫興建吊橋，稱為天梯。2009年3月14日起，梯子吊橋設立風景區，並制定門票收取。

## 山難
事件發生在1986年5月25日，上午11點25分，沒有任何預警便落下重達一百多公噸的巨石，從高達320公尺的旋風瀑布頂端崩落。突如其來的巨大落石因為溪谷狹窄，正好砸在下方欣賞美景的百餘名登山客，完全無法躲避。巨石落地後因為撞擊力道強烈，濺起頁岩碎片四射，往四周遊客飛去，太極峽谷瞬間血肉橫飛，造成28人不幸死亡、28人輕重傷，為台灣史上第二慘重的山難。後來經由調查發現太極峽谷中杭段為高危險的地質型態，容易岩層崩塌，於是南投縣政府宣佈無限期封山，一直到現在。

## 地質與成因
太極峽谷為一幼年期河谷地形。太極峽谷附近出露的地層為厚層塊狀砂岩，早期被認為是中新世大窩砂岩，最新的詳細地質調查將此地區的大窩砂岩再加以細分，即河床部份為關刀山砂岩，其上有十六份頁岩，而河岸上部才是大窩砂岩。關刀山砂岩以細粒至粉砂質砂岩為主，堅硬緻密。向上頁岩成份增多，岩質由堅硬緻密逐漸變為疏鬆，而漸變為十六份頁岩層。上部大窩砂岩的岩性與關刀山砂岩類似。
砂岩由於岩質堅密，抗蝕性較強，溪谷發展主要受構造控制，大多順節理發育，因此河道多轉折，且在河道中與河岸上常因河水深切河床而形成懸崖、瀑布、急湍、深潭。加走寮溪即切割大窩砂岩、十六份頁岩與關刀山砂岩而形成峽谷與懸崖、瀑布等地形，形成太極峽谷。

## 景點

### 上杭
天梯 (竹山鎮)：
南投縣政府為重新發展太極峽谷的觀光，於2004年著手計畫興建一座吊橋，並遠聘日本技師來臺參與興建工程。為避開梯子嶺土地公段崩塌危險路段和下切渡河的艱難路線，及克服立秋寮溪兩岸山壁高低落差，決定興建全台第一座階梯式的索橋。橋名開放票選而得「梯子吊橋」之名。梯子吊橋於2005年完工，全長136公尺，共208階，兩端落差達20公尺。
玉福吊橋：
原為毀於九二一震災的「杭頭鐵橋」舊址。民國92年於原址新建吊橋，並命名為玉福吊橋。
青龍瀑布：
舊名「雙龍瀑布」，位於立秋寮溪匯入加走寮溪處。瀑分上下層，上層為簾幕型瀑布，瀑高32公尺，下有一瀑潭，與下層瀑布間有一小段平坦河床可駐足賞瀑，下層瀑布則由岩石凹陷處直落入加走寮溪溪谷，瀑布上方建有一座拱橋。
下層附近有塊人面石，人面石右側外觀似已殉職的救難領隊林俊升。
飛來石：
2001年桃芝颱風造成大量土石沖刷而下，一顆巨石卡在峽谷之上，有如天外飛來的石頭，因而稱「飛來石」。
人面石：
位於玉福吊橋附近溪谷旁的巨大岩壁上，隱約可見巨石出現人面形狀，人面石顯現出人的側臉，眼睛、鼻子和嘴唇清晰可見。
九二一地震石鐘：
長約6公尺，寬約4公尺，主要是偌大的峭壁因地震崩落一角，狀似時鐘，加上岩壁表面裂痕，猶如時針、分針、秒針，直指一時四十七分，恰巧是九二一地震發生的時間，令人嘖嘖稱奇。
化石平台：
出現於桃芝颱風襲台之後，經豪雨沖刷後出現了大量化石，並取名為「化石平台」。
天井瀑布：
瀑布由化石平台旁河床上的巨型窟窿直瀉而下，猶如一座天井，因而得名天井瀑布，瀑高86公尺。

### 內杭
太極瀑布：
又名「太陰瀑布」，瀑高72公尺，傾斜的瀑布以及瀑壁上的紋路，遠看就像是太極中的太陰部分。但因溪水長期不斷侵蝕，瀑布型態已變得筆直，不似原有太陰樣貌。
滿月圓潭：
位於旋風瀑布上方，形似滿月，為瀑布沖蝕或磨蝕河床形成的壺穴發展而成，長約在20至30公尺之間，深度據垂釣者以鉛錘及魚絲估測，約在18公尺左右。
旋風瀑布：
位於滿月圓潭下緣，瀑水如旋風一般倏忽而下，瀑高36公尺。
蝙蝠洞：
為倒懸之半隧道河岸結構，由於陽光無法照射形成蝙蝠喜愛的棲息地，遂有蝙蝠洞之稱。

### 中杭
千層瀑布：
又名「彩虹瀑布」，瀑布標高約740公尺至470公尺，主要分為上下兩層，瀑頂位於投54梯子嶺林道下方約150公尺處，溪水由懸崖邊陡落120公尺至崖壁間的狹小平台上，瀑水跌宕穿越平台後再度陡落100公尺至加走寮溪中，總落差達270公尺，瀑底旁位於主流的即是旋風瀑布。瀑布於峽谷下方形成水濂，由谷底仰望別有洞天。由於瀑布上游集水區範圍狹小，旱季時只見光禿禿的崖壁，不見水濂流泉之奇景。

### 下杭
信良瀑布：
瀑布分為上、下兩瀑，瀑水上源來自於大鞍山東側溪澗，下瀑位於太極峽谷下杭段加走寮溪右岸支流與之交會處，標高約590公尺至430公尺，主要分為上、下兩層，落差約160公尺；上瀑位於梯子吊橋公有停車場西北西方山麓，下瀑上游約400公尺處，標高約810公尺至690公尺，落差約120公尺。山友邱信良先生等人於1982年來此踏勘，不幸墜崖身亡，故名以為悼。

## 交通
- 自行開車：由國道3號南下，下竹山交流道後右轉台3線集山路一段接大明路，至自強路口右轉接大智路，右轉頂林路投49線至水哮前岔路右轉番仔田產業道路前往天梯風景區。於番仔田產業道路至停車場間的部分路段，可遠眺中杭段的千層瀑布，唯路幅狹窄，仍須注意車輛[6]。

- 太極峽谷目前僅開放上杭峽谷的部分，中杭、下杭及內杭峽谷需由加走寮溪下游溯溪而上或由當地熟悉山徑的嚮導帶領來下切溪谷進入，但無論何種方式皆存在相當的危險性，並不建議前往。

## 外部連結
- YouTube上的太極瀑布 太極峽谷 (約70公尺、太極峽谷內杭、南投竹山鎮) 101-10-16.AVI
- YouTube上的旋風瀑布 ( 約40公尺, 太極峽谷內杭) ... 101-10-16